# Karun Chandhok
Karun Chandhok, (născut la data de 19 ianuarie 1984, în Madras, India) este un pilot de curse care a concurat în Campionatul Mondial de Formula 1 între anii 2010 - 2011.

## Cariera în Formula 1
| Sezon | Echipă                  | Număr puncte | Loc clasament general |
| ----- | ----------------------- | ------------ | --------------------- |
| 2010  | Hispania Racing F1 Team | 0            | -                     |
| 2011  | Team Lotus              | 0            | -                     |